# Zéta Tzamaloúka
Zéta Tzamaloúka (grec moderne : Ζέτα Τζαμαλούκα), née le 29 mars 1969 à Athènes, est une joueuse professionnelle de squash représentant la Grèce. Elle atteint la 61e place mondiale sur le circuit international, son meilleur classement. Elle est championne de Grèce à huit reprises entre 1996 et 2012.

## Palmarès

### Titres
- Championnats de Grèce : 8 titres (1996-1999, 2005-2006, 2011-2012)